# Доминион Новая Зеландия

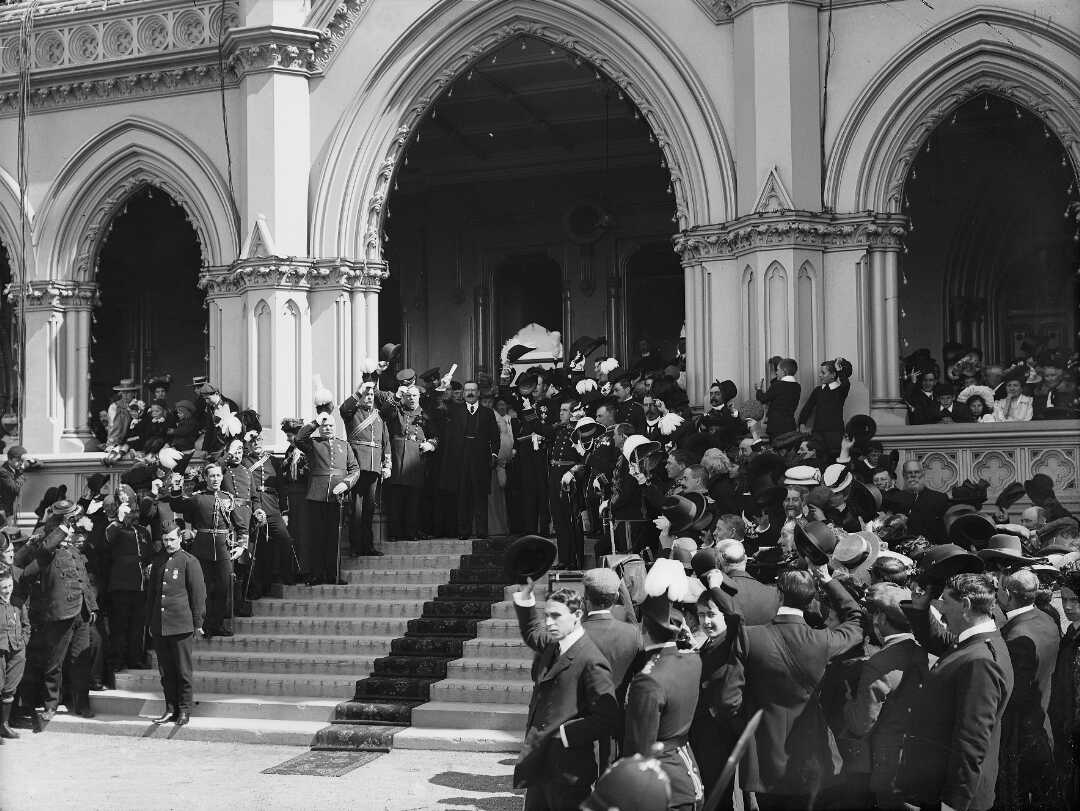
1907 год. Губернатор Уильям Планкет провозглашает Новую Зеландию доминионом

Доминион Новая Зеландия (англ. Dominion of New Zealand) — прежнее название Королевства Новой Зеландии.

## Предыстория
С момента появления европейских переселенцев Новая Зеландия управлялась губернатором колонии Новый Южный Уэльс. В 1841 году Новая Зеландия стала отдельной британской колонией, а Новозеландский Конституционный Акт 1852 года даровал ей самоуправление. Впоследствии Новая Зеландия решила не становиться частью Австралийского союза. Ключевую роль в её судьбе сыграла Колониальная конференция 1907 года.

## Доминион

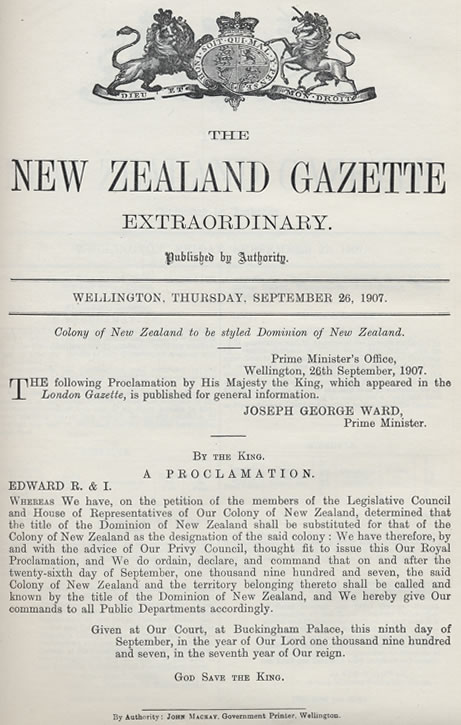
Текст королевской прокламации

На Конференции премьер-министр сказал, что для обозначения самоуправляемых колоний Британской империи необходим новый термин, дабы отличать их от несамоуправляемых. В качестве такого термина было предложено слово «Доминион». Новозеландский премьер-министр Джозеф Уорд предложил Новой Зеландии принять статус доминиона, заявляя, что «это принесёт стране только хорошее», однако ему противостоял лидер оппозиции Уильям Мэсси. Тем не менее точка зрения Уорда победила, и Палата представителей Новой Зеландии обратилась к Его величеству Королю с просьбой «предпринять все шаги, которые могут понадобиться» для повышения статуса Новой Зеландии с «колонии» до «доминиона». 9 сентября 1907 года король Эдуард VII издал королевскую прокламацию, в соответствии с которой «начиная с двадцать шестого дня сентября года одна тысяча девятьсот седьмого» в вопросах, касающихся Новой Зеландии термин «колония» заменялся на «доминион». Поэтому 26 сентября отмечается в Новой Зеландии как «День Доминиона».

## Эффект

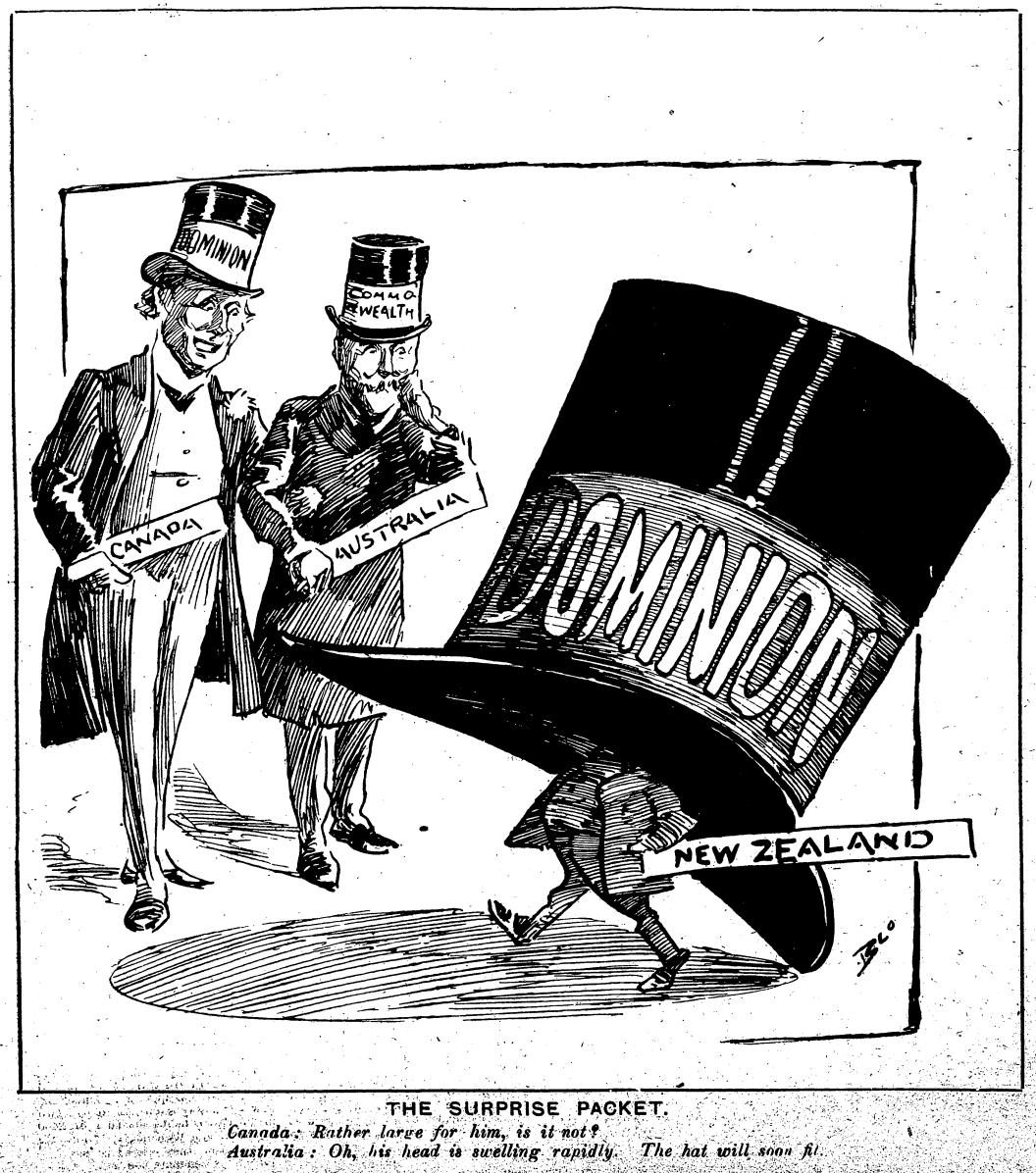
Карикатура 1907 г. из «Нью Зеланд Обсервер», изображающая премьер-министра Уорда в виде карлика в гигантском цилиндре с надписью «Доминион»:
Канада: Великовато для него, не правда ли?
Австралия: Ах, его голова быстро разбухает. Шапка скоро будет впору.

В соответствии с новым статусом, Новая Зеландия стала номинально независимым государством, имеющим в качестве главы государства британского монарха и передавшим правительству Великобритании вопросы обороны и (частично) внешних сношений. В связи со сменой статуса в Новую Зеландию теперь (после консультаций с властями доминиона) назначался губернатор, представлявший короля и являвшийся главнокомандующим.
До 1911 года в Новой Зеландии в официальных бумагах и на официальных зданиях использовался герб Великобритании, однако в связи с получением статуса доминиона был разработан и с 1911 года введён в обращение герб Новой Зеландии.
В 1917 году, для более точного отображения самоуправляемого статуса Новой Зеландии, титул «губернатор» был заменён на «генерал-губернатор».
В связи с тем, что в соответствии со статусом доминиона Новая Зеландия могла вести самостоятельную внешнюю политику, премьер-министр Уильям Мэсси в 1919 году подписал от имени Новой Зеландии Версальский договор.
На Имперской конференции 1926 года была принята формула Бальфура, гласящая, что Великобритания и доминионы являются равноправными государствами внутри Британской империи. Премьер-министр Новой Зеландии Гордон Коутс, возглавлявший новозеландскую делегацию на Конференции, назвал декларацию Бальфура «ядовитым документом», который ослабит узы империи.

## Вестминстерский статут
В 1931 году Британский парламент принял Вестминстерский статут, юридически закрепивший решения Имперских конференций 1926 и 1930 годов. Однако для Новой Зеландии было выгодно, чтобы Великобритания занималась её обороной и внешними связями, поэтому одобрение Вестминстерского статута Новозеландским парламентом растянулось на 16 лет, и это случилось лишь 26 ноября 1947 года.

## От доминиона к «королевству»
В соответствии с Вестминстерским статутом, признавшие его члены Британского содружества получали статус королевств Содружества (Commonwealth realms), что означало их полную самостоятельность при сохранении за британским монархом поста главы соответствующего государства. Поэтому в 1946 году премьер-министр Питер Фрейзер проинструктировал государственные департаменты не использовать более термин «доминион». Считается, что окончательно этот термин ушёл в прошлое в 1953 году, когда в королевской прокламации Елизавета II употребила отдельный титул «королева Новой Зеландии». Тем не менее, никаких законодательных актов о замене «доминиона» «королевством» не принималось, а прокламация 1907 года о введении термина «доминион» формально остаётся действующей до сих пор.